# Erich Meier
Erich Meier (Biedenkopf, 30 maart 1935 – Wallau, 8 februari 2010) was een Duits voetballer.
De vleugelspeler Meier speelde van 1956 tot 1962 bij Eintracht Frankfurt. Meier won met Frankfurt het Duitse voetbalkampioenschap in 1959 en speelde met de club in 1960 de Europese bekerfinale tegen Real Madrid. Als hoofdberoep was hij technicus in de bouwsector. In de Oberliga Süd werd hij echter overschaduwd door Lothar Schämer en hij verhuisde in 1962 naar 1. FC Kaiserslautern. Nadien ging hij naar Nederland en speelde voor Alkmaar '54 en AGOVV, waar hij zijn voetbalcarrière in het seizoen 1965-66 beëindigde.

## Carrièrestatistieken
| Seizoen         | Club            | Land            | Competitie       | Competitie | Competitie | Beker | Beker | Internationaal | Internationaal | Overig | Overig | Totaal | Totaal |
| Seizoen         | Club            | Land            | Competitie       | Wed.       | Dlp.       | Wed.  | Dlp.  | Wed.           | Dlp.           | Wed.   | Dlp.   | Wed.   | Dlp.   |
| --------------- | --------------- | --------------- | ---------------- | ---------- | ---------- | ----- | ----- | -------------- | -------------- | ------ | ------ | ------ | ------ |
| 1965/66         | Alkmaar '54     | Nederland       | Eerste divisie   | –          | 2          | –     | 0     | 0              | 0              | 0      | 0      | –      | 2      |
| 1965/66         | AGOVV           | Nederland       | Tweede divisie A | –          | 0          | –     | 0     | 0              | 0              | 0      | 0      | –      | 0      |
| 1966/67         | AGOVV           | Nederland       | Tweede divisie   | –          | 11         | –     | –     | 0              | 0              | 0      | 0      | –      | 11     |
| Carrière totaal | Carrière totaal | Carrière totaal | Carrière totaal  | –          | 13         | –     | 0     | 0              | 0              | 0      | 0      | –      | 13     |